# Nesocerus acuminatus
Nesocerus acuminatus är en insektsart som beskrevs av Freytag och Knight 1966. Nesocerus acuminatus ingår i släktet Nesocerus och familjen dvärgstritar. Inga underarter finns listade i Catalogue of Life.